# برج أكرم (مقاطعة فهرج)
برج اكرم (مقاطعة فهرج) (بالفارسية: برج اکرم) هي قرية تقع في البلدة المركزية في إيران. يقدر عدد سكانها بـ 1,160 نسمة .